# Mne ne bol'no
Mne ne bol'no (Мне не больно) è un film del 2006 diretto da Aleksej Oktjabrinovič Balabanov.

## Trama
Il film racconta di tre amici forti ed energici che vivono nel centro di una grande città. Hanno tutto tranne i soldi. Per guadagnarli, offrono servizi di design all'amante di una grande casa. È giovane, ma è già stanca della vita e Miša la aiuta ad amare di nuovo la vita.